# Jalal Abdullai
Wolji Jalal Abdullai, född 6 januari 2005, är en ghanansk fotbollsspelare som spelar för IF Elfsborg.

## Karriär
Den 5 juli 2023 värvades Abdullai av IF Elfsborg, där han skrev på ett 4,5-årskontrakt. Fyra dagar senare gjorde Abdullai allsvensk debut i en 4–0-seger över Kalmar FF, där han blev inbytt i den 84:e minuten mot Ahmed Qasem.